# Malcolm David Kelley
Malcolm David Kelley (* 12. června 1992) je americký herec. Narodil se v Bellfloweru v Kalifornii. Po narození byl dán k adopci a nová rodina se jej ujala až po třinácti měsících. Účinkoval v několika reklamách, z filmů je nejznámější You Got Served. Hraje postavu Walta Lloyda v seriálu Lost.

## Jeho postava v seriálu Ztraceni
Walter „Walt“ Lloyd je jedním z těch, kdo přežili havárii letu 815 společnosti Oceanic. Je synem Michaela Dawsona, ale nemá se svým otcem příliš dobré vztahy. Několik různých lidí ho nazvalo výjimečným a zdá se, že má nějakou zvláštní abnormální moc. Byl unesen „Těmi druhými“ a ke svému otci se vrátil výměnou za Kate, Jacka, Sawyera a Hurleyho. Od chvíle, kdy se svým otcem opustil ostrov na motorovém člunu v daném kurzu 325, není známo, kde se nachází.

## Filmografie
- Antwone Fisher - 2002
- You Got Served - 2004
- Ztraceni - 2004
- Knights of the South Bronx - 2005
- My Name Is Earl - 2006
- Zákon a pořádek - 2006